# Enviny (antic municipi)
|  | Aquest article és sobre l'antic municipi d'aquest nom. Per al poble, vegeu Enviny. |

| ↓ | 1812 — 1970 | → |

|  | Enviny            |
|  | Castellviny       |
|  | Llarvén           |
|  | Montardit de Dalt |
|  | Olp               |
|  | Pujalt            |

| Sort |

|  | Enviny            |
|  | Castellviny       |
|  | Llarvén           |
|  | Montardit de Dalt |
|  | Olp               |
|  | Pujalt            |

| Sort |

L'antic municipi d'Enviny era un terme municipal de la comarca del Pallars Sobirà que va ser incorporat el 1970 al terme de Sort juntament amb Llessui el mateix any, i Altron el 1976 per tal de formar l'actual terme municipal de Sort.
El municipi d'Enviny fou creat el 1812 a partir de les disposicions de la Constitució de Cadis i es mantingué independent fins a la seva incorporació a Sort, el 1970. També foren creats el 1812 els ajuntaments de Castellviny, Llarvén, Montardit, Olp i Pujalt, tots ells incorporats a Enviny el 1847.
Està situat a prop i a ponent del cap de comarca i municipal, la vila de Sort, damunt de la qual forma un arc de nord a sud-oest.

## Geografia
El terme d'Enviny era el segon més gran dels quatre antics municipis units a l'actual de Sort. Amb una extensió de 31,7 km², representava quasi una tercera part del nou terme, de 105,05 km². A més, és el que contenia més pobles.

### Descripció geogràfica
L'antic terme d'Enviny ocupava l'espai a ponent de l'actual terme de Sort.

#### El perímetre de l'antic terme
El terme d'Enviny limitava al nord-est amb el terme municipal de Rialb, a llevant amb l'antic terme de Sort, al sud amb el terme municipal de Soriguera (antics termes de Soriguera i Estac), al sud-oest amb el terme de Baix Pallars (antic terme de Montcortès de Pallars), a ponent amb el terme de la Torre de Cabdella (antics termes de Mont-ros i l'antic terme de la Torre de Cabdella, al nord-oest amb l'antic terme de Llessui i al nord amb el d'Altron.
Comença aquesta descripció a l'angle nord-est de l'antic terme d'Enviny, on coincidien els termes municipals d'Altron, Enviny i Rialb. Era un lloc on hi havia una creu de terme, arran de la carretera LV-5223, poc abans de la fita quilomètrica número 3, entre les Costes de Sant Josep (ponent) i les Costes de Sant Tomàs (llevant), a migdia de la Roca Roia.

##### Límit amb el terme municipal deRialb
Des del punt anterior, el termenal amb Rialb segueix cap al sud exactament per l'antic Camí de Sort a Altron, coincident quasi exactament amb l'actual carretera LV-5223, justament fins al nord de l'indret denominat l'Hostalet. En aquest punt, a prop i al nord de la Bastida de Sort es trobaven els termes de Rialb, Enviny i Sort.

##### Antic límit amb el terme municipal deSort
En aquest lloc començava el llarg termenal amb Sort, ara inexistent per la fusió dels dos municipis. Començava aquesta línia de terme cap al sud-oest per, quan trobava el Barranc de Bonabasi, trencar cap al sud, fent la volta per damunt, a ponent, del poble de la Bastida de Sort. Al sud d'aquest poble i a prop i al sud de la Borda de Xica el termenal girava cap al sud-sud-oest, resseguint el coster a mitjana alçada, paral·lel a la Noguera Pallaresa, deixant a llevant Sort, separant-se'n progressivament. Passava a llevant de la Borda de Botja i de la de Beta, travessant les Costes de Sant Joan. Just a ponent i damunt del poble de Bressui, en trobar la Llau de Fenanos, el termenal torcia cap al sud-sud-est. Travessava el paratge de Fornons, i anava baixant cap a llevant de les Costes de Sant Clem. Al damunt i al nord-oest de la Gessera, el termenal canviava de direcció sobtadament, cap al nord-est, fins a trobar la carretera, l'actual C-13/N-260, on feia una punxa, tonant a girar, ara cap al sud-sud-oest. Seguia un tram de carretera, i en arriba a llevant de la Mare de Déu de Soler, al nord-est de l'Hostal Nou, la línia de terme amb Sort baixava fins a la llera de la Noguera Pallaresa. A les Vernedes, al nord del Prat de Betran es trobaven els termes municipals d'Enviny, Sort i Soriguera.

##### Termenal ambSoriguera
El límit amb Soriguera és fàcil de definir: la Noguera Pallaresa entre el punt anterior i l'Arenal de Baix, el lloc on ara hi ha instal·lat el Càmping L'Orri del Pallars, al Prat de Simon. En aquest indret es trobaven els termes d'Enviny, Soriguera i Estac, els dos darrers actualment fusionats en el terme municipal de Soriguera.

##### Termenal ambEstac(ara,Soriguera)
En el Prat de Simon el termenal s'enfila en línia recta cap al nord-oest, fins al Serrat Roi, lloc on s'inflexiona una mica més cap al nord, seguint la carena del Serrat del Bosc. A continuació, en la mateixa direcció, segueix tota la carena de la Serra de la Solana, la qual en el darrer tram va girant cada cop més cap a l'oest, fins a fer una mena de bossa i tornar a emprendre cap al nord-oest. En la mateixa direcció, enllaça amb la Serrabana i puja fins al Cap de la Muntanyeta, de 2.222,7 metres d'altitud, en el cim del qual es troben els termes d'Enviny, ara Sort, Estac, ara Soriguera, i Montcortès de Pallars, ara Baix Pallars.

##### Termenal ambMontcortès de Pallars(ara,Baix Pallars)
Del Cap de la Muntanyeta el termenal, ara amb Montcortès de Pallars, segueix la direcció nord. Passa la Collada dels Escaubells, de 2.219,6 metres d'altitud, tot seguit deixa enrere la Collada de les Forques, de 2.191,7, i inflexiona molt lleugerament cap al nord-oest. Tot seguit arriba al Cap de Cabristà, de 2.372,3, però sense acabar-hi d'arribar: a la cota 2.250 es troba el triterme entre Sort (Enviny), Baix Pallars (Montcortès de Pallars) i la Torre de Cabdella (Mont-ros). Aquest punt també és termenal entre les comarques del Pallars Jussà i el Pallars Sobirà.

##### Termenal ambMont-ros(ara,la Torre de Cabdella,Pallars Jussà)
El contacte amb aquest terme és breu: del punt anterior, continua pujant vers el Cap de Cabristà i, sempre cap al nord-oest, arriba a la cota 2.350, on es troba un nou límit de tres municipis, sense acabar tampoc de pujar del tot al cim de la muntanya esmentada. En aquest lloc es trobaven els termes de Mont-ros (la Torre de Cabdella), Enviny i Llessui (ara, tots dos, Sort).

##### Termenal amb l'antic terme deLlessui(ara,Sort)
Des del punt anterior, el termenal amb Llessui seguia cap a l'est-nord-est per l'extrem de llevant de la Pala Cremada, fent un angle còncau cap a migdia resseguint tota la capçalera del Barranc de Montardit. Seguia la carena cap a la Serra dels Fontanals, en direcció est-sud-est, i després cap al Tossal Roi, de 1.983,5 metres d'altitud. En aquest punt tornava a girar, ara cap al nord-est, seguint el Serrat del Tossal Roi fins a la cota 1.800, on torç altre cop cap al sud-est. Baixa per la Pala de Solati i els Prats dels Caps cap a la Borda de Cebrià, a ponent de la qual el termenal torna a girar cap al nord-nord-est. Deixa primer a llevant la Borda de Cebrià, ja esmentada, i després les Bordes d'Olp, on gira lleugerament cap a l'est, i s'enfila cap a la Collada de Solati, de 1.451,4, el Bony de Cucat, de 1.472,3 i el Bony de les Tosques, de 1.475,6. En aquest lloc el termenal gira cap a llevant, primer força recte i tot seguit inflexionant lleument cap al nord-est, seguint una carena, fins al Tossal de Castalona, de 1.350,7. En aquest tossal es trobaven els termes de Llessui, Enviny i Altron, ara tots tres integrats en el terme de Sort.

##### Termenal amb l'antic terme d'Altron(ara,Sort)
Del Tossal de Castalona, el termenal amb Altron segueix la direcció est, però de forma irregular, amb algunes inflexions cap al nord-est. Segueix una careneta al nord-est del Serrat dels Planers, després al nord del Serrat de Sant Josep, on ja ha abandonat qualsevol mena de carena o altre accident geogràfic rellevant, i s'adreça cap a prop del punt quilomètric 3 de la carretera LV-5223, a les Costes de Sant Josep, on ha començat aquesta descripció.

### Entitats de població
| Entitat de població | Habitants (2011) |
| ------------------- | ---------------- |
| Castellviny         | 5                |
| Enviny              | 27               |
| Llarvén             | 14               |
| Montardit de Dalt   | 36               |
| Montardit de Baix   | 108              |
| Olp                 | 50               |
| Pujalt              | 32               |
| Font: Idescat       |                  |

## Història

### Edat contemporània
En el cens del 1857 Enviny apareix amb 891 habitants i 142 cèdules personals inscrites, repartides de la manera següent: Castellviny, 46 habitants i 4 cèdules; Enviny, 177 i 32; Llarvent, 85 i 13; Montardit, 226 i 45; Olp, 251 i 35, i Pujal, 106 i 13.

### Demografia
| 1497 f | 1515 f | 1553 f | 1717 | 1787 | 1857 | 1877 | 1887 | 1900 | 1910 |
| ------ | ------ | ------ | ---- | ---- | ---- | ---- | ---- | ---- | ---- |
| -      | -      | 53     | -    | -    | 513  | 465  | 457  | 384  | 350  |

| 1920 | 1930 | 1940 | 1950 | 1960 | 1970 | 1981 | 1990 | 1992 | 1994 |
| ---- | ---- | ---- | ---- | ---- | ---- | ---- | ---- | ---- | ---- |
| 424  | 406  | 299  | 230  | 263  | -    | -    | -    | -    | -    |

| 1996 | 1998 | 2000 | 2002 | 2004 | 2006 | 2008 | 2010 | 2012 | 2014 |
| ---- | ---- | ---- | ---- | ---- | ---- | ---- | ---- | ---- | ---- |
| -    | -    | 210  | 205  | 216  | 223  | 270  | 270  | -    | -    |

## Llocs d'interès

### Paisatgístic
- La Borda de Feliu, refugi llibre a mig camí al camí ral entre Montardit de Dalt i Montardit de Baix